# Dancing baby
El Dancing Baby (del inglés, 'bebé bailarín'), también llamado «Baby Cha-Cha» o «Oogachacka Baby», es una animación en 3D de un bebé que realiza un baile tipo chachachá. Rápidamente se convirtió en un fenómeno mediático y uno de los primeros videos virales a fines de la década de 1990.

## Origen
Michael Girard, quien ha trabajado en Rugrats y Los Simpson, viajó desde Holanda, Países Bajos, a California en 1993 con su esposa Susan Amkraut. Allí, la pareja fundó la empresa Unreal Pictures Inc. con John Chadwick, Paul Bloemink, John Hutchinson y Adam Felt. El equipo comenzó el proyecto de animación «Biped» desarrollando archivos de animación 3D de muestra. Las muestras se lanzarían en Character Studio, un complemento para la aplicación Autodesk 3ds Max (conocido como «3D Studio Max» en ese momento) de una división de Autodesk, Kinetix.
Robert Lurye, que estaba animando en Rhythm and Hues Studios, fue contratado por la empresa y se le dijo que hiciera más muestras. Lurye comenzó a cambiar la coreografía de un esqueleto adulto bailando que había hecho el equipo (el archivo chacha.bip). Agregó más movimientos de baile, como hacer que «toque la guitarra en el aire por un segundo y se incline y sacuda los hombros». Para las imágenes, Unreal Pictures Inc. tenía múltiples representaciones de criaturas que podían ser animadas, como un extraterrestre, un dinosaurio y un bebé. Chadwick, utilizando el software Physique, hizo que el modelo del bebé realizara el baile del esqueleto. Dijo que el bebé había sido comprado en una lista de Viewpoint DataLabs y que fue su idea cargar la animación de baile en el bebé.
El resultado fue un archivo con el nombre sk_baby.max. Kinetix exhibió una demostración de Dancing Baby en la conferencia de gráficos por computadora SIGGRAPH de 1995. Posteriormente, Girard descartó a Dancing Baby, opinando que era «inquietante» por su naturaleza realista, en contraste con las animaciones de Disney en ese momento. Character Studio fue lanzado en agosto de 1996.

## Difusión
El animador de LucasArts y cliente de Autodesk, Ron Lussier, recuperó al bebé recombinando el archivo chacha.bip con el modelo del bebé (que estaba disponible comercialmente), realizó algunos cambios menores y lo publicó en un foro de Internet de CompuServe en formato .avi. Según los informes, también lo envió a sus colegas por correo electrónico. Aunque Girar acredita a Lussier como el responsable de la difusión del meme, el sitio web de noticias Vox informa que el meme se volvió viral después de que el desarrollador John Woodell lo convirtió y lo publicó como un GIF animado.
Los usuarios y animadores pudieron reproducir sus propios videoclips del bebé bailarín animado 'original' (sk_baby.max) y distribuirlos a través de los foros de Compuserve (Internet), la World Wide Web (sitios web comerciales y privados) y en anuncios impresos y correo electrónico sin restricciones. Dicha actividad proliferó de manera más significativa a partir del acceso general libre de regalías (usuarios de Windows) y las representaciones de los usuarios del archivo original en 3D para su uso en Internet y en la transmisión de televisión a través de varios editoriales de noticias, anuncios e incluso programación cómica en mercados locales, nacionales (EE. UU.) y varios internacionales. El GIF animado de Woodell luego proliferó en muchos otros sitios web y luego apareció en una amplia gama de medios de comunicación principales, incluidos dramas televisivos (por ejemplo, Ally McBeal), anuncios comerciales y videos musicales entre 1997 y 1998.

### Modificaciones
Posteriormente, numerosos animadores produjeron variaciones de la animación original modificando la animación del archivo de muestra sk_baby.max o el propio modelo de bebé, incluido un «bebé borracho», un «bebé rasta», un «bebé samurái» y otros. Sin embargo, ninguno de estos se hizo tan popular en Internet como el archivo original, y los usos más populares de Dancing Baby prácticamente no han cambiado con respecto a la animación y malla de personajes originales.

## Legado
En febrero de 2020, el usuario de Twitter @JArmstrongArty no solo redescubrió el archivo original de Dancing Baby, sino que también convirtió la animación original en alta definición.
En junio de 2022, el creador original Team Michael Girard, Robert Lurye y John Chadwick se asociaron con la boutique de diseño vienés HFA–Studio para lanzar una versión de alta definición restaurada digitalmente del Original Dancing Baby como token no fungible. Para poner en perspectiva la creación original, invitaron a artistas 3D y animadores contemporáneos como Chris Torres (creador del famoso «Nyan Cat»), Serwah Attafuah o Kid Eight para «remezclar» al bebé. El proyecto apareció en varios medios de comunicación como CNN y ganó mucha atracción en la escena criptográfica.

### Apariciones en los principales medios
La animación de Dancing Baby se difundió rápidamente en foros web populares, sitios web individuales, correo electrónico internacional, videos de demostración, comerciales y, finalmente, en la televisión convencional. La conciencia sobre el bebé aumentó significativamente cuando apareció en CBS, CNN y la serie dramática cómica de Fox, Ally McBeal. La animación se mostró en varios episodios de la serie como una alucinación recurrente, lo que sugiere una metáfora del tictac del reloj biológico de Ally. Esto se acompañaba con la versión de Blue Swede de la canción de B.J. Thomas «Hooked on a Feeling». Varios anuncios presentaron la animación en los mercados internacionales y continuaron con la atención de los principales medios. Esta manifestación particular del vídeo vinculada a la canción se distribuye ampliamente y se conoce como «Ugachaka/Oogachaka Baby».
A continuación se muestran más ejemplos del bebé bailarín que se utilizan en los principales medios de comunicación.

#### Televisión, medios de comunicación, música y cine
El Dancing Baby hizo apariciones constantes en shows, medios de marketing en todo el mundo y, por supuesto, en los principales medios como la televisión, videos musicales y más tarde también en películas:
- Crash Designs Incorporated, una empresa puntocom de la década de 1990, fundada por padre e hijo Jeffrey y Michael Ambrose, fue la primera en vender productos de Dancing Baby, incluidas camisetas, corbatas, calzoncillos y alfombrillas de ratón a través de su sitio web.[14]
- En 1996, la animación del bebé bailarín original de Character Studio apareció en los carretes de demostración de las principales ferias comerciales, incluidos NAB, IBC, Game Developer Conference (GDC), E3 y otros.[cita requerida]
- En 1996, la secuencia apareció en Studio !K7, en 'X-Mix Electro Boogie', como banda sonora de la canción 'Demented Spirit' de The Octagon Man.
- En 1996 y 1997, apareció en varias transmisiones de televisión locales, incluidos editoriales de noticias y tecnología, y estaciones sindicadas de CBS.
- La primera aparición de Dancing Baby en Ally McBeal fue en el episodio 12 de la primera temporada, «Cro-Magnon», que se emitió el 5 de enero de 1998.[15]
- En el apogeo de Ally McBeal, un grupo de baile llamado Trubble lanzó una canción llamada Dancing Baby (Ooga-Chaka) que se ubicó bien en Australia a fines de 1998 y principios de 1999 y alcanzó el puesto 21 en la lista del Reino Unido.
- Apareció en un episodio de Unhappily Ever After, con Dennis Franz como el bebé.
- Fue parodiado en la apertura de The House that Dick Built, episodio 15 de la cuarta temporada de 3rd Rock from the Sun, con Harry Solomon (French Stewart) como el bebé.
- En la serie de lucha libre de parodia Celebrity Deathmatch, durante un combate entre Lucy Lawless y Calista Flockhart (la actriz que interpretó a Ally McBeal), el bebé aparece de repente en el ring de espaldas a la cámara. Después de un momento de baile, se da la vuelta y se muestra que es Dennis Franz en un pañal.
- En un comercial de Blockbuster Video, el bebé baila al ritmo del éxito de Rick James, «Give It to Me Baby».
- El bebé bailarín también se parodia en un episodio de Los Simpson, «The Computer Wore Menace Shoes», en el que Homer visita (y luego roba) un sitio web que muestra a Jesús bailando con los mismos movimientos que el bebé.
- En la serie de televisión Millennium, el episodio «De alguna manera, Satanás se puso detrás de mí» presenta a un demonio que se manifiesta en forma de bebé, bailando la canción de Black Flag «My War». El escritor/director Darin Morgan basó al bebé en su uso en Ally McBeal; comentó: «Es algo aterrador, ese bebé. Ella baila con él y dices: "Hay algo realmente mal con esta persona"».[16]
- Durante la canción «So Young» en el DVD del concierto en vivo The Corrs: Live at Lansdowne Road, el bebé es visible en las pantallas en la parte trasera del escenario.
- En un episodio de Chowder, aparece una parodia del bebé (con un aspecto demoníaco), lo que hace que todos se asusten y griten al verlo.
- En la película Life or Something Like It de 2002, el bebé aparece en el tablero de puntaje en el juego de béisbol.
- La estación de rock clásico de Cincinnati, Ohio, WEBN, presentó al bebé bailando la canción «You Shook Me All Night Long» de AC/DC en un comercial de televisión para la estación.
- En el episodio de Padre de familia, «McStroke», Stewie Griffin y Brian Griffin apuestan sobre si Stewie podría convertirse o no en el chico más genial de la escuela secundaria en una semana. Lo hizo, así que Brian tuvo que enviarles un correo electrónico a todos sus amigos con el video de Dancing Baby.
- En 2010, apareció en un episodio de SuperNews!.
- En 2015, apareció en un video de seguridad de Delta.
- El bebé hace varias apariciones en la película peruana Videofilia (y otros síndromes virales), ganadora del Premio Tigre.
- El proyecto Original Dancing Baby aparece en un artículo de CNN de Jacqui Palumbo (El famoso bebé bailarín de Internet de 1996 tiene un nuevo aspecto).

#### Videojuegos
Varios videojuegos han incluido referencias a Dancing Baby.
- En el juego de fútbol FIFA 99 de EA Sports, el editor incluye una animación de un jugador haciendo el baile del bebé bailarín.
- El bebé también hace una aparición en el título de Xbox y PS2 Silent Hill 4.[cita requerida]
- Existe un huevo de Pascua en Quest for Glory V: Dragon Fire donde el héroe baila en Dead Parrot Inn, imitando los movimientos exactos del Dancing Baby.[cita requerida]
- En el tráiler oficial de Stalin vs. Martians, Stalin baila igual que el bebé.[17]
- El bebé se usó en una animación que aparece al final de un nivel en el juego RollerTyping.
- En el juego de computadora Zoo Tycoon, los gorilas a veces hacen el baile del bebé.[cita requerida]
- En una versión alfa filtrada de Half-Life, el mapa de demostración técnica contiene un modelo de Polyrobo, un robot de Robotech, usado para probar los límites de poli en el motor,  que realiza un baile al igual que el del bebé.

#### Apariciones más recientes
A veces se hace referencia al bebé bailarín como un símbolo de la cultura de la década de 1990, o como parte de una tradición que se remonta a la época de su popularidad.
- El bebé es una característica recurrente en la serie I Love the 90s de VH1, y también apareció en Best Week Ever.
- En el episodio de Journeyman «El año del conejo», una escena de Ally McBeal con el bebé bailarín apareció anacrónicamente en una escena ambientada en 1997.
- El noveno episodio de la serie White Rabbit Project de Netflix de 2016 presenta brevemente el GIF del bebé, y señala que su aparición en 1996 vio un pico en la popularidad de los GIF después de su introducción en 1987.
- El bebé aparece en el video musical de 2018 1999 de Charli XCX y Troye Sivan como un homenaje a la cultura popular de la década de 1990, junto con muchas otras referencias.
- También apareció en un episodio de Amazing World of Gumball titulado «The Web», donde el bebé aparece bailando de fondo durante la canción «Hashtag Trending».